# Erechthias itoi
Erechthias itoi är en fjärilsart som beskrevs av Sigeru Moriuti och Takesi Kadohara 1994. Erechthias itoi ingår i släktet Erechthias och familjen äkta malar. Inga underarter finns listade i Catalogue of Life.